# Переход (фильм, 1940)
«Переход» — советский драматический фильм 1940 года режиссёра Александра Иванова.

## Сюжет
О переходе через Памир отряда Красной Армии на помощь жителям кишлака, пострадавшего от землетрясения.

## В ролях
- Степан Крылов — начальник заставы
- Юлия Предтеченская — жена начальника заставы
- Николай Виноградов — Сафронов
- Георгий Колосов — Худайбергян
- Владимир Волчик — Рустам
- Вячеслав Волков — Мохов
- Николай Степанов — Доненко
- Евгений Немченко — Резунов (нет в титрах)

## Съемочная группа
- Авторы сценария: Семен Полоцкий, Матвей Тевелев
- Режиссёр: Александр Иванов
- Оператор: Евгений Величко
- Художник: Павел Зальцман
- Композиторы: Борис Арапов, Гавриил Попов
- Звук: Андрей Гаврюшев